# Očakiv
Očakiv (in ucraino Очаків?; in russo Очаков?, Očakov, in tataro: Özü; in turco: Özi; in rumeno: Oceac) è una città ucraina (13 663 abitanti) nel distretto di Mykolaïv nell'oblast' di Mykolaïv. Ospita l'amministrazione della comunità territoriale di Očakiv, una delle comunità territoriali dell'Ucraina.
Fino al 18 luglio 2020 Očakiv costituiva una città di rilevanza regionale e fungeva da centro amministrativo del distretto di Očakiv, sebbene non appartenesse al distretto. Come parte della riforma amministrativa dell'Ucraina, che ridusse a quattro il numero di distretti dell'oblast' di Mykolaïv, la città fu integrata nel distretto di Mykolaïv

## Geografia
È situata su un promontorio affacciato sull'estuario del fiume Dnipro, a breve distanza dalle coste del Mar Nero. Sulla riva opposta si estende la penisola di Kinburn, nella regione storica dello Jedysan.

## Storia
La città è posizionata vicino ai siti ove sorgevano la colonia mileta di Olbia e quella greca di Alektor.
Nel medioevo l'area finì sotto il controllo dei principi moldavi, salvo poi essere ripetutamente razziata dalle orde tatare. Nel XV secolo il principe moldavo Alexandru cel Bun fece costruire imponenti fortificazioni a Očakiv e sulla penisola di Kinburn per proteggere l'estuario del Dnepr dalle incursioni polacche. Nel 1492 la cittadina fu conquistata dalle truppe dal khan di Crimea Meñli I Giray che ribattezzò la cittadina Özü-Cale, epoca in cui era conosciuta con il nome di Kara Kerman. Alcuni decenni dopo, la fortezza fu conquistata dagli Ottomani e ribattezzata Özi.
Successivamente divenne il centro amministrativo di un sangiaccato ottomano che includeva Ovidiopol' (Hacıdere), Odessa (Hacıbey), e Dubăsari e 150 villaggi. La provincia di Silistra a cui apparteneva era a volte chiamata provincia di Özi.
A causa della sua posizione strategica per il controllo della fascia litoranea del Mar Nero, Özi fu cinta d'assedio dai russi nel 1737 durante la guerra con gli ottomani. Occupata dalle truppe di Burkhard Christoph von Münnich, fu tuttavia abbandonata nell'anno successivo e nel 1739 fu nuovamente conquistata dagli ottomani.
Durante la guerra russo-turca, Özi fu assediata per sei mesi dai russi. A causa delle temperature glaciali, che arrivarono anche a -23 °C e che comportarono un ingentissimo dispendio di vite, gli ottomani fu costretti alla capitolazione in dicembre. L'assalto russo che portò alla conquista della città divenne in seguito il soggetto di un'ode del poeta Gavrijl Deržavin. La battaglia navale di Očakiv si verificò simultaneamente nel tratto di mare antistante la città. Il trattato di Iași del 1792 comportò l'annessione di Özi, ribattezzata Očakiv, nell'Impero Russo.
Durante la guerra di Crimea la fortezza di Kinburn fu bombardata dalla flotta anglo-francese e quindi conquistata il 17 ottobre 1855. Kinburn rimase nelle mani degli alleati per tutto il prosieguo del conflitto, mentre i Russi abbandonarono Očakiv e ne distrussero la fortezza. Dopo la guerra le difese costiere intorno alla città furono ricostruite e rafforzate.
Durante la seconda guerra mondiale fu occupata dai rumeni dal 1941 al 1944.

## Cultura

### Istruzione

#### Musei
Museo Suvorov che, nel XV secolo, era utilizzato come moschea. Tale immobile fu prima convertito nella chiesa di San Nicola nel 1804 e, nel 1842, ricostruito in stile pseudo-russo.